# 1,2-deidroreticulinium reduttasi (NADPH)
La 1,2-deidroreticulinium reduttasi (NADPH) è un enzima appartenente alla classe delle ossidoreduttasi, che catalizza la seguente reazione:
(R)-reticolina + NADP+ ⇄ 1,2-deidroreticulinium + NADPH + H+
L'enzima riduce lo ione 1,2-deidroreticulinium a (R)-reticolina, un diretto precursore degli alcaloidi della morfina nelle piante di Papaver sp. L'enzima non catalizza la reazione inversa in condizioni fisiologiche.